# Bahnhof Eschwege
Der Bahnhof Eschwege, heute auch bekannt unter der Bezeichnung Stadtbahnhof, wurde westlich des Zentrums der gleichnamigen Stadt 1875 erstmals eröffnet und – nachdem dessen Betrieb zwischenzeitlich eingestellt worden war – erneut 2009.

## Geschichte

### Ausbau
Der Bahnhof Eschwege und die ihn anbindende Strecke wurde am 31. Oktober 1875 zusammen mit dem Abschnitt Bebra – Eschwege West (damals: Niederhone) der Bahnstrecke Göttingen–Bebra als Stichbahn eröffnet. Damals war der Bau der Bahnstrecke Leinefelde–Treysa, ein Teilstück der Kanonenbahn, bereits geplant. Deren Abschnitt zwischen dem Bahnhof Eschwege und Leinefelde wurde am 15. Mai 1880 eröffnet. Der Bahnhof Eschwege wurde damit vom Kopf- zum Durchgangsbahnhof.
In der Folge erlangte der Bahnhof Eschwege weitere Bedeutung durch den Anschluss zweier Nebenbahnen an die Kanonenbahn: Am 1. Mai 1902 wurde die Bahnstrecke Schwebda–Wartha eröffnet. Sie zweigte zwar erst in Schwebda, einem Bahnhof ca. 5 km östlich von Eschwege, von der Kanonenbahn ab, die Züge fuhren aber stets von und nach Eschwege durch. Gleiches galt für die 1914 eröffnete Bahnstrecke Heiligenstadt–Schwebda.
Der Bahnhof Eschwege wurde bis auf 32 Gleise ausgebaut. Für den Personenverkehr gab es drei Gleise am überdachten Hausbahnsteig und an einem ebenfalls teillüberdachten Inselbahnsteig, zu dem eine Unterführung führte.
Der Personenverkehr war überwiegend in Richtung Kassel orientiert, wohin seit 1875 eine in Waldkappel von der Kanonenbahn abzweigende Strecke führte. Vor allem aber diente der Bahnhof Eschwege als Ausgangspunkt für Pendelzüge zum Bahnhof Eschwege West, wo Anschluss zum Fernverkehr auf der Nord-Süd-Strecke bestand.

### Rückbau
Die Deutsche Teilung nach dem Zweiten Weltkrieg unterbrach die Kanonenbahn und die Strecke nach Heiligenstadt hinter Schwebda. Östlich von Schwebda blieb einzig die Bahnstrecke Schwebda–Wartha – und diese auch nur bis zur Innerdeutschen Grenze bei Heldra – in Betrieb und diente hauptsächlich dem lokalen Güterverkehr. Der Personenverkehr blieb minimal. 1970/71 verkehrte nur ein einziges Zugpaar montags bis freitags nach Wanfried und ein weiteres nach Schwebda. Am 30. Mai 1981 wurde der Personenverkehr östlich des Bahnhofs Eschwege, zum 1. Juni 1985 auch der Personenverkehr zwischen Eschwege West und dem Bahnhof Eschwege, eingestellt. 1995 wurde die Strecke östlich von Eschwege dann stillgelegt, wodurch der Bahnhof Eschwege wieder zum Kopfbahnhof wurde. Das vorläufige „Aus“ für den Bahnhof Eschwege kam, als zum 15. Dezember 2002 auch der Güterverkehr dorthin eingestellt wurde.

### Erneuerung
Einige Jahre später kaufte die Hessische Landesbahn die Eisenbahninfrastruktur von Eschwege West bis einschließlich des Bahnhofs Eschwege von der Deutschen Bahn AG, baute die Strecke wieder auf und elektrifizierte sie. Der Bahnhof Eschwege wurde auf dem nördlichen Teil des ehemaligen Bahnhofsgeländes als Kopfbahnhof neu gebaut. Neu errichtet wurde auch eine Verbindungskurve in Richtung Norden, die Fahrten nach Göttingen ohne erneuten Fahrtrichtungswechsel erlaubt. Ein neuer Haltepunkt, Eschwege-Niederhone, entstand. Der Betrieb wurde am 12. Dezember 2009 aufgenommen.

## Empfangsgebäude

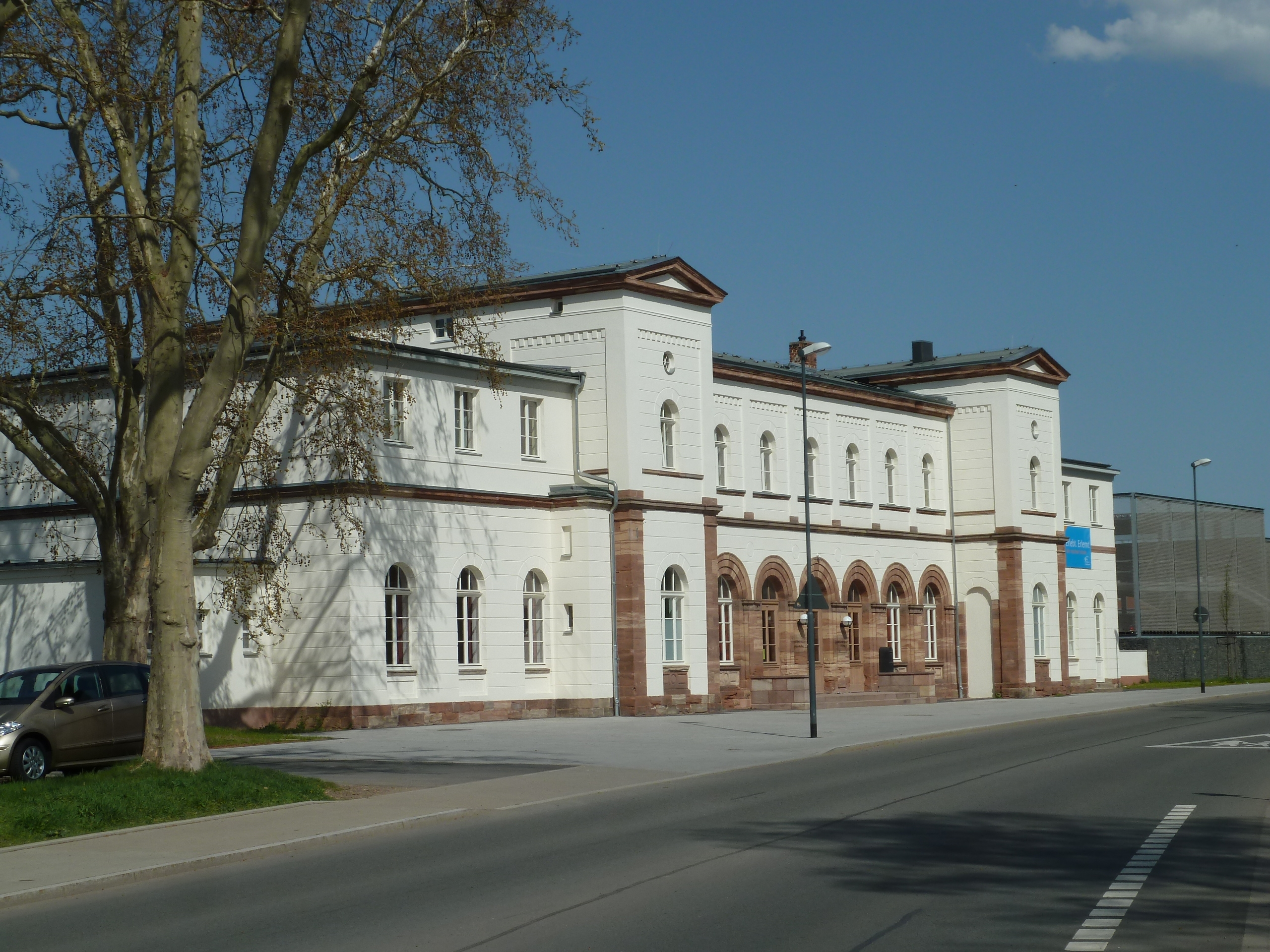
Das alte Bahnhofsgebäude in Eschwege steht unter Denkmalschutz und wird von einer Waldorfschule genutzt.

Der Bahnhof Eschwege erhielt 1875 ein symmetrisches, klassizistisches, zweistöckiges, sehr repräsentatives Empfangsgebäude mit neoromanischem Dekor. Das Gebäude besteht aus einem hohen, siebenachsigen Mittelteil mit Fensterarkaden und Rundbogenfenstern, das von zwei Risaliten mit Dreiecksgiebeln gerahmt wird, an die sich außen jeweils dreiachsige, etwas niedrigere Seitenflügel anschließen. Die Portale sind aufwändig in Sandstein gerahmt. Die oberen Stockwerke der Seitenflügel wurden später ergänzt, was an der abweichenden Fensterform zu erkennen ist. Das Empfangsgebäude ist ein Kulturdenkmal nach dem Hessischen Denkmalschutzgesetz.
Mit Aufgabe des Bahnhofs verlor auch das schon in den letzten Jahren des Betriebes völlig überdimensionierte Empfangsgebäude seine Funktion. Es folgte eine Zeit des Leerstandes. Schließlich kaufte der Verein für Waldorfpädagogik das Gebäude und ließ es ab 2009 denkmalgerecht renovieren und zu einem Schulgebäude umbauen. Dabei wurden störende Anbauten aus den 1970er Jahren entfernt und das Gebäude so ergänzt, dass die ursprüngliche Symmetrie wieder zur Wirkung kommt. Heute beherbergt das Gebäude die Schule und den Kindergarten des Waldorfvereins. Die Stahlnietenkonstruktion des anschließenden Bahnsteigdaches konnte erhalten werden. Ein „Bahnhofsschild“ mit der Aufschrift Waldorf Eschwege wurde montiert.

## Stadtbahnhof Eschwege
Der neue Bahnhof Eschwege, mitunter auch Eschwege Stadtbahnhof genannt, wurde am 12. Dezember 2009 eröffnet. Er umfasst ein neues Empfangsgebäude, ein zweigeschossiges Parkhaus sowie einen großen, neuen zentralen Omnibusbahnhof, welcher gemeinsam mit Gleis 1 einen Kombibahnsteig bildet. Im Empfangsgebäude befinden sich ein Kundenzentrum bzw. eine Mobilitätszentrale des Nordhessischen Verkehrsverbundes (NVV) mit Fahrkartenverkauf, ein Wartebereich mit Sitzmöglichkeiten und Toiletten. Außerdem ist dort eine Bäckerei mit Zeitungsverkauf vorhanden. Der Bahnhof besitzt zwei Gleise an Außenbahnsteigen. Im Personenverkehr wird er von allen Nahverkehrszügen der Cantus Verkehrsgesellschaft zwischen Göttingen und Bebra (RB87) bedient.
| Linie | Verlauf | Takt   |
| ----- | --- | ------ |
| RB87  | Göttingen – Friedland (Han) – Eichenberg – Bad Sooden-Allendorf – Eschwege-Niederhone – Eschwege – Eschwege-Niederhone – Wehretal-Reichensachsen – Sontra – Bebra (fährt im Abschnitt Göttingen – Eichenberg mit RB83 vereinigt) Stand: Fahrplanwechsel Dezember 2021 | 60 min |

2013 erhielt die Station den European rail award in der Kategorie „kleiner Bahnhof“. Der Preis wird jährlich vom European Rail Congress vergeben.